# Domani (Tageszeitung)
Domani ist eine italienische überregionale Tageszeitung.

## Geschichte
Gegründet wurde Domani von Carlo De Benedetti, einst Besitzer von La Repubblica und L’Espresso.
Die erste Ausgabe von Domani erschien am 12. September 2020. Von 2020 bis 2023 wurde die Tageszeitung von Stefano Feltri, der bis 2019 stellvertretender Chefredakteur von Il Fatto Quotidiano war, geleitet. Seit April 2023 liegt die Leitung in den Händen von Emiliano Fittipaldi.
Am 3. März 2023 durchsuchten Carabinieri die Redaktion, nachdem sich der Arbeitsminister der Regierung Meloni in einem Artikel verleumdet fühlte. Bereits im November 2022 hatte Ministerpräsidentin Giorgia Meloni selbst eine Verleumdungsklage gegen das Blatt eingereicht – Ereignisse, die von Redaktion und unabhängigen Journalisten als Einschüchterungsversuche bewertet wurden.